# Прощена неділя
Прощена неділя, Сиропусна неділя (церк.-слов. Неделя сыропустная; грец. Κυριακή τῆς Τυρινής,  Κυριακή τῆς Τυρο-φάγου), також Тиждень Адамового вигнання (грец. Κυριακή τῆς ἐξορία τοῦ Ἀδάμ; лат. Quinquagesima; Esto mihi), Сиропуст; Прощений день — останній день Масниці і остання неділя перед Великим постом. Четвертий і останній з чотирьох тижнів підготовки до Великого посту в Православ'ї (сьома неділя перед Великоднем), яке слідує після «Тижня про Страшний суд», останній день, коли, відповідно до Типікону, дозволяється їсти скоромну їжу: яйця і молочні продукти. Назва слов'янським словом «Сиропусний» позначає «сир опускаю», тобто «сир залишаю».

## Обряд прощення
Увечері на «постові заговини» старі люди ходили до рідних і знайомих «прощатися» — просити прощення за «кривди» чи «гріхи», заподіяні протягом цілого року. Також існує звичай відвідувати могили померлих родичів, щоби і в них просити вибачення.
Прощення здебільшого відбувалося у формі такого діалогу:
|  | — Прости мені! — Бог простить! — І в другий раз прости! — Бог простить! — І в третій раз прости! — Бог простить і я прощаю! |

## Страви
На прощену неділю прийнято їсти вареники. За народною приказкою, на прощену неділю «і бусурмени вареники їдять!».

## Західне християнство

#### У Католицтві
Аналог Прощеної неділі в римській літургійній традиції — лат. Quinquagesima, досл. «п'ятдесятий [день]», оскільки є днем за 50 днів до Великодня. Ця назва з'явилася в VI столітті. Крім того, ця неділя також називалася лат. Esto mihi, досл. «будь мені», по перших словах вхідного піснеспіву (Пс. 30:3). До реформи Римського календаря в 1969 році ця неділя входила в підготовчий період перед Великим Постом (літургійний колір — фіолетовий), а після цього було віднесено до Рядового часу й втратило свої назви. На даний час як особливе святкування Quinquagesima зберігається в екстраординарній формі римського обряду. Серед звичаїв народів Римо-католицької церкви ця неділя припадала на період карнавалу.

#### Лютеранські церкви
У лютеранстві Лука 18:31–43 поєднується з Коринфянам 13:1–13 (похвала любові Павла Апостола).
Композитори, які писали кантати для неділі Естоміхі, включають:
- Йоганн Себастьян Бах: BWV 22, 23, 127 та 159 (див. Церковна кантата (Бах))
- Кристоф Ґраупнер: 25 кантат
- Георг Філіпп Телеман: 21 збережена кантата,[6] включаючи TWV 1:1258 (Harmonischer Gottes-Dienst).

Лютеранські країни, такі як Данія, відзначають Квінквагезіму (П'ятдесятницю перед постом) як пік Фастелавну. Після відвідування Меси в Масляну неділю, парафіяни насолоджуються масляними булочками (fastelavnsboller), "круглими солодкими булочками, які покриті глазур'ю та наповнені кремом та/або джемом". Діти часто переодягаються і збирають гроші від людей, співаючи. Також вони практикують традицію розбивання бочки, що символізує боротьбу з Сатаною; після цього діти насолоджуються солодощами всередині бочки. Лютеранські християни в цих країнах носять масляні лозини (fastelavnsris), що є "гілками, прикрашеними солодощами, маленькими подарунками тощо, які використовуються для прикрашання дому або даруються дітям".

#### Англіканське співтовариство
Ця неділя має різні назви в двох різних календарях, які використовуються в Церкві Англії: у календарі Книги спільних молитов (1662) ця неділя відома як Квінквагезіма, тоді як у календарі Спільного богослужіння (2000) вона відома як Наступна неділя перед Великим постом. У цьому останньому календарі вона є частиною періоду Звичайного часу, що припадає між святами Стрітення Господнього (кінець сезону Богоявлення) та Попільною середою.

#### Методизм
У Об'єднаній методистській церкві та Глобальній методистській церкві ця неділя відома як Неділя Преображення і є останньою з "Неділь після Богоявлення". Літургійний колір, який зазвичай використовується - білий, і деякі церкви можуть дотримуватися практики спалювання пальмових гілок попереднього року для створення попелу для Попільної середи.